# (5684) Kogo
(5684) Kogo (1990 UB2) – planetoida z pasa głównego asteroid okrążająca Słońce w ciągu 3,31 lat w średniej odległości 2,22 j.a. Odkryta 21 października 1990 roku.